# Elecciones presidenciales de Rusia de 2024
Las elecciones presidenciales de Rusia de 2024 se desarrollaron entre el 15 y el 17 de marzo de 2024. Son las octavas elecciones presidenciales en el país. El presidente Vladimir Putin fue reelegido para un tercer mandato consecutivo con el 88% de los votos, el porcentaje más alto de victoria en una elección presidencial en Rusia desde la disolución de la Unión Soviética. La toma de posesión fue el 7 de mayo de 2024.
De acuerdo con la legislación actual, la primera ronda se celebró el domingo 17 de marzo de 2024. Si en la primera ronda ningún candidato obtiene la mayoría absoluta de los votos (más de la mitad), entonces de acuerdo con la ley, una segunda ronda tendrá lugar exactamente tres semanas después, el 7 de abril de 2024.
En noviembre de 2023, el ex miembro de la Duma Estatal, Boris Nadezhdin, se convirtió en la primera persona respaldada por un partido político registrado en anunciar su candidatura, con una plataforma pacifista. Le siguió el candidato independiente y en ejercicio Vladimir Putin en diciembre de 2023, quien es elegible para buscar la reelección como resultado de las enmiendas constitucionales de 2020. Más tarde, ese mismo mes, Leonid Slutski del LDPR, Nikolái Jaritónov del Partido Comunista y Vladislav Davankov de Gente Nueva anunciaron sus candidaturas.
Durante los días de la votación, la oposición organizó un acto llamado Mediodía contra Putin, iniciativa liderada por el político liberal Maksim Reznik y respaldada por Alekséi Navalni antes de su muerte.
La mayoría de los observadores internacionales no esperaban que las elecciones fueran libres ni justas, ya que Putin había aumentado la represión política después de lanzar su guerra a gran escala con Ucrania en 2022. Las elecciones también se celebraron en los territorios de Ucrania ocupados por Rusia. Hubo informes de irregularidades, incluida la manipulación de votos y la coerción. Basándose en su análisis estadístico de los resultados oficiales, Meduza afirmó que la elección «fue la más fraudulenta en la historia moderna de Rusia».

## Sistema de elección
De acuerdo con el inciso 3 del artículo 81 de la Constitución de Rusia, antes de la revisión constitucional de 2020, la misma persona no podía ocupar el cargo de presidente de la Federación de Rusia durante más de dos mandatos consecutivos, lo que permitió a Vladímir Putin convertirse en presidente en 2012 para un tercer mandato no consecutivo con sus mandatos anteriores.  La reforma constitucional estableció un límite estricto de dos mandatos en total. Sin embargo, los mandatos cumplidos antes de la revisión constitucional no cuentan, lo que le da a Vladímir Putin la elegibilidad para dos mandatos presidenciales más.
De acuerdo con la nueva versión de la Constitución, los candidatos presidenciales deben:
- Tener al menos 35 años de edad (el requisito no ha cambiado);
- Haber residido en Rusia durante al menos 25 años (anteriormente 10 años);
- No tener ciudadanía extranjera o permiso de residencia en un país extranjero, ni en el momento de la elección ni en ningún momento anterior (nuevo requisito).

## Candidatos
| Candidato y partido            | Candidato y partido | Candidato y partido | Cargos u oficios                                                                                        | Región            | Campaña | Referencia    | Fecha de inscripción |
| ------------------------------ | ------------------- | ------------------- | --- | ----------------- | ------- | ------------- | -------------------- |
| Vladislav Davankov Gente Nueva |                     |                     | Vicepresidente de la Duma Estatal (2021–presente) Diputado de la Duma Estatal (2021–presente)           | Moscú             |         | [ 15 ] [ 16 ] | 5 de enero de 2024   |
| Nikolái Jaritónov PCFR         |                     |                     | Miembro de la Duma Estatal (1993–presente)                                                              | Krai de Krasnodar |         |               | 9 de enero de 2024   |
| Vladímir Putin Independiente   |                     |                     | Presidente de Rusia (1999-2008; 2012–presente)                                                          | Moscú             |         | [ 17 ] [ 18 ] | 29 de enero de 2024  |
| Leonid Slutski PLDR            |                     |                     | Líder del Partido Liberal-Demócrata de Rusia (2022–presente) Miembro de la Duma Estatal (1999–presente) | Moscú             |         | [ 19 ]        | 5 de enero de 2024   |

## Candidatos rechazados
| Candidato y partido                               | Candidato y partido | Candidato y partido | Cargos u oficios                                                         | Motivo | Referencia |
| ------------------------------------------------- | ------------------- | ------------------- | ------------------------------------------------------------------------ | --- | ---------- |
| Yekaterina Duntsova Independiente                 |                     |                     | Diputada de la Duma Estatal de Rzhev                                     | La CEC encontró una serie de errores en los documentos de Duntsova. Duntsova respondió de inmediato lanzando una apelación ante la Corte Suprema y, al mismo tiempo, le pidió a Yabloko que la nominara. Su solicitud fue rápidamente rechazada por Grigory Yavlinsky, un miembro clave de Yábloko, y el partido emitió más tarde una declaración oficial: «Yábloko no nomina a ciudadanos aleatorios y oscuros». La decisión de la Corte Suprema está pendiente. | [ 22 ]     |
| Vladímir Mijáilov Partido de la Protección Social |                     |                     | Presidente del Partido de la Protección Social (2019-presente)           | Los documentos de registro de Mikhailov fueron rechazados por la CEC el 28 de diciembre de 2023 debido a múltiples problemas, entre ellos porque el congreso del partido que lo nominó fue reconocido como ilegítimo debido a la falta de delegados autorizados. | [ 23 ]     |
| Iván Otrakovsky Independiente                     |                     |                     | Líder del movimiento Ejército de Defensores de la Patria (2020-presente) | Los documentos de registro de Otrakovsky fueron rechazados por la CEC el 29 de diciembre de 2023. |            |
| Serguéi Malinkovich Comunistas de Rusia           |                     |                     | Presidente del Comité Central de los Comunistas de Rusia (2022-presente) | El 28 de diciembre de 2023, Malinkovich fue nominado como candidato de su partido. El 1 de enero de 2024 presentó los documentos para registrarse en la CCA. El 2 de febrero, la CEC informó a Malinkovich de que había encontrado deficiencias en las firmas que había presentado. |            |

## Candidatos descalificados
- Alekséi Navalni: Opositor a Putin, falleció en prisión en febrero de 2024. Anterior a su muerte, la justicia le impidió presentarse a los comicios por su condena penal previa, que era ampliamente vista por analistas políticos, juristas y organizaciones de derechos humanos como políticamente motivada.[24][25]
- Ksenia Sobchak: presentadora de televisión, activista de la oposición y periodista, candidata presidencial de Iniciativa Cívica en 2018. En 2022, recibió la ciudadanía israelí y ahora no tiene derecho a convertirse en presidenta de Rusia, incluso si renuncia a su ciudadanía extranjera.[26]
- Borís Nadezhdin: el 8 de febrero de 2024, la comisión electoral rusa vetó al opositor Borís Nadezhdin, candidato por el partido Iniciativa Cívica, crítico con el Kremlin y la guerra con Ucrania.[27]

## Conducta
La votación anticipada se abrió el 26 de febrero y duraría hasta el 14 de marzo para permitir votar a ciertos residentes en zonas remotas de 37 regiones de Rusia, así como en las regiones de Ucrania que se anexionó tras su invasión en 2022. 

## Encuestas
| Fecha          | Encuesta                                                                       | Putin                                                                          | Nadezhdin                                                                      | Jaritónov                                                                      | Slutski                                                                        | Davankov                                                                       | Otros                                                                          | Indeciso                                                                       |
| -------------- | ------------------------------------------------------------------------------ | ------------------------------------------------------------------------------ | ------------------------------------------------------------------------------ | ------------------------------------------------------------------------------ | ------------------------------------------------------------------------------ | ------------------------------------------------------------------------------ | ------------------------------------------------------------------------------ | ------------------------------------------------------------------------------ |
| Fecha          | Encuesta                                                                       |                                                                                |                                                                                |                                                                                |                                                                                |                                                                                | Otros                                                                          | Indeciso                                                                       |
| 2-3 Mar 2024   | VCIOM                                                                          | 60%                                                                            | —                                                                              | 3%                                                                             | 2%                                                                             | 5%                                                                             | 2%                                                                             | 17%                                                                            |
| 10–18 Feb 2024 | CIPKR                                                                          | 62%                                                                            | —                                                                              | 6%                                                                             | 3%                                                                             | 4%                                                                             | 7%                                                                             | 5%                                                                             |
| 16 Feb 2024    | Muerte de Alekséi Navalni                                                      | Muerte de Alekséi Navalni                                                      | Muerte de Alekséi Navalni                                                      | Muerte de Alekséi Navalni                                                      | Muerte de Alekséi Navalni                                                      | Muerte de Alekséi Navalni                                                      | Muerte de Alekséi Navalni                                                      | Muerte de Alekséi Navalni                                                      |
| 15 Feb 2024    | VCIOM                                                                          | 61%                                                                            | —                                                                              | 3%                                                                             | 2%                                                                             | 3%                                                                             | 2%                                                                             | 17%                                                                            |
| 14 Feb 2024    | VCIOM                                                                          | 64%                                                                            | —                                                                              | 4%                                                                             | 3%                                                                             | 5%                                                                             | 2%                                                                             | 2%                                                                             |
| 9–11 Feb 2024  | FOM                                                                            | 74%                                                                            | —                                                                              | 3%                                                                             | 3%                                                                             | 2%                                                                             | 1%                                                                             | 10%                                                                            |
| 8 Feb 2024     | VCIOM                                                                          | 57%                                                                            | —                                                                              | 3%                                                                             | 3%                                                                             | 4%                                                                             | 2%                                                                             | 18%                                                                            |
| 8 Feb 2024     | La Comisión Electoral Central prohíbe a Nadezhdin participar en las elecciones | La Comisión Electoral Central prohíbe a Nadezhdin participar en las elecciones | La Comisión Electoral Central prohíbe a Nadezhdin participar en las elecciones | La Comisión Electoral Central prohíbe a Nadezhdin participar en las elecciones | La Comisión Electoral Central prohíbe a Nadezhdin participar en las elecciones | La Comisión Electoral Central prohíbe a Nadezhdin participar en las elecciones | La Comisión Electoral Central prohíbe a Nadezhdin participar en las elecciones | La Comisión Electoral Central prohíbe a Nadezhdin participar en las elecciones |
| 1–7 Feb 2024   | ExtremeScan                                                                    | 63%                                                                            | 6%                                                                             | —                                                                              | —                                                                              | —                                                                              | 8%                                                                             | 12%                                                                            |
| 27–30 Jan 2024 | Russian Field                                                                  | 62,2%                                                                          | 7,8%                                                                           | 2,3%                                                                           | 1,9%                                                                           | 1,0%                                                                           | 2,5%                                                                           | 7,8%                                                                           |
| Enero de 2024  | Campo ruso                                                                     | 62,2%                                                                          | 7,8%                                                                           | 2,3%                                                                           | 1,9%                                                                           | 1,0%                                                                           | 2,5%                                                                           | 7,8%                                                                           |

### Precandidaturas
| Fecha                 | Encuesta                                                                           | Putin                                                                              | Grudinin                                                                           | Ziugánov                                                                           | Slutski                                                                            | Navalni                                                                            | Shoigú                                                                             | Lavrov                                                                             | Medvédev                                                                           | Sobianin                                                                           | Dyumin                                                                             | Volodin                                                                            | Mishustin                                                                          | Furgal                                                                             | Platoshkin                                                                         | Bondarenko                                                                         | Mirónov                                                                            | Prigozhin                                                                          | Otros                                                                              | Indeciso                                                                           | Abstención                                                                         |
| --------------------- | ---------------------------------------------------------------------------------- | ---------------------------------------------------------------------------------- | ---------------------------------------------------------------------------------- | ---------------------------------------------------------------------------------- | ---------------------------------------------------------------------------------- | ---------------------------------------------------------------------------------- | ---------------------------------------------------------------------------------- | ---------------------------------------------------------------------------------- | ---------------------------------------------------------------------------------- | ---------------------------------------------------------------------------------- | ---------------------------------------------------------------------------------- | ---------------------------------------------------------------------------------- | ---------------------------------------------------------------------------------- | ---------------------------------------------------------------------------------- | ---------------------------------------------------------------------------------- | ---------------------------------------------------------------------------------- | ---------------------------------------------------------------------------------- | ---------------------------------------------------------------------------------- | ---------------------------------------------------------------------------------- | ---------------------------------------------------------------------------------- | ---------------------------------------------------------------------------------- |
| Fecha                 | Encuesta                                                                           |                                                                                    |                                                                                    |                                                                                    |                                                                                    |                                                                                    |                                                                                    |                                                                                    |                                                                                    |                                                                                    |                                                                                    |                                                                                    |                                                                                    |                                                                                    |                                                                                    |                                                                                    |                                                                                    |                                                                                    | Otros                                                                              | Indeciso                                                                           | Abstención                                                                         |
| Dic 2023              | VCIOM                                                                              | 42,7%                                                                              | 1,6%                                                                               | 3,8%                                                                               | —                                                                                  | 1,2%                                                                               | 8,7%                                                                               | 14,3%                                                                              | —                                                                                  | —                                                                                  | —                                                                                  | 2,9%                                                                               | 18,8%                                                                              | —                                                                                  | 0,7%                                                                               | 0,8%                                                                               | 1,8%                                                                               | Fallecido                                                                          | 1,2%                                                                               | 37,2%                                                                              | 37,2%                                                                              |
| Nov 2023              | VCIOM                                                                              | 37,3%                                                                              | 1,4%                                                                               | 3,0%                                                                               | —                                                                                  | 1,3%                                                                               | 8%                                                                                 | 15,4%                                                                              | —                                                                                  | —                                                                                  | —                                                                                  | 2,7%                                                                               | 16,6%                                                                              | —                                                                                  | 0,8%                                                                               | 0,8%                                                                               | 1,7%                                                                               | Fallecido                                                                          | 1,3%                                                                               | 42%                                                                                | 42%                                                                                |
| 23–29 Nov 2023        | Levada Center                                                                      | 58,0%                                                                              | 0,5%                                                                               | 1,3%                                                                               | 0,5%                                                                               | —                                                                                  | —                                                                                  | 0,3%                                                                               | 0,2%                                                                               | 0,3%                                                                               | —                                                                                  | —                                                                                  | 0,5%                                                                               | —                                                                                  | —                                                                                  | 0,2%                                                                               | 0,4%                                                                               | Fallecido                                                                          | 0,8%                                                                               | 31,9%                                                                              | 4,8%                                                                               |
| Oct 2023              | VCIOM                                                                              | 37,3%                                                                              | 1,7%                                                                               | 3,0%                                                                               | —                                                                                  | 1,4%                                                                               | 7,2%                                                                               | 15,3%                                                                              | —                                                                                  | —                                                                                  | —                                                                                  | 3,1%                                                                               | 15,6%                                                                              | —                                                                                  | 0,7%                                                                               | 0,9%                                                                               | 1,6%                                                                               | Fallecido                                                                          | 1,7%                                                                               | 42,2%                                                                              | 42,2%                                                                              |
| Sep 2023              | VCIOM                                                                              | 36%                                                                                | 1,4%                                                                               | 3,6%                                                                               | —                                                                                  | 1,8%                                                                               | 7,3%                                                                               | 14,7%                                                                              | —                                                                                  | —                                                                                  | —                                                                                  | 2,7%                                                                               | 15,3%                                                                              | —                                                                                  | 0,7%                                                                               | 0,9%                                                                               | 1,7%                                                                               | Fallecido                                                                          | 1,8%                                                                               | 42,9%                                                                              | 42,9%                                                                              |
| 2–10 Sep 2023         | Russian Field                                                                      | 29,9%                                                                              | 1,3%                                                                               | 0,6%                                                                               | —                                                                                  | 1,7%                                                                               | 0,5%                                                                               | 0,6%                                                                               | —                                                                                  | 0,6%                                                                               | —                                                                                  | —                                                                                  | 1,1%                                                                               | —                                                                                  | 0,6%                                                                               | —                                                                                  | —                                                                                  | Fallecido                                                                          | 23,6%                                                                              | 32,2%                                                                              | 6,4%                                                                               |
| Ago 2023              | VCIOM                                                                              | 35,5%                                                                              | 1,5%                                                                               | 3,4%                                                                               | —                                                                                  | 1,7%                                                                               | 7,1%                                                                               | 12,6%                                                                              | —                                                                                  | —                                                                                  | —                                                                                  | 3,2%                                                                               | 15,4%                                                                              | —                                                                                  | 0,7%                                                                               | 0,7%                                                                               | 1,7%                                                                               | Fallecido                                                                          | 1,7%                                                                               | 43,9%                                                                              | 43,9%                                                                              |
| 23 Ago 2023           | Muerte de Yevgueni Prigozhin                                                       | Muerte de Yevgueni Prigozhin                                                       | Muerte de Yevgueni Prigozhin                                                       | Muerte de Yevgueni Prigozhin                                                       | Muerte de Yevgueni Prigozhin                                                       | Muerte de Yevgueni Prigozhin                                                       | Muerte de Yevgueni Prigozhin                                                       | Muerte de Yevgueni Prigozhin                                                       | Muerte de Yevgueni Prigozhin                                                       | Muerte de Yevgueni Prigozhin                                                       | Muerte de Yevgueni Prigozhin                                                       | Muerte de Yevgueni Prigozhin                                                       | Muerte de Yevgueni Prigozhin                                                       | Muerte de Yevgueni Prigozhin                                                       | Muerte de Yevgueni Prigozhin                                                       | Muerte de Yevgueni Prigozhin                                                       | Muerte de Yevgueni Prigozhin                                                       | Muerte de Yevgueni Prigozhin                                                       | Muerte de Yevgueni Prigozhin                                                       | Muerte de Yevgueni Prigozhin                                                       | Muerte de Yevgueni Prigozhin                                                       |
| 1–9 Ago 2023          | CIPKR                                                                              | 60%                                                                                | 4%                                                                                 | 2%                                                                                 |                                                                                    | 4%                                                                                 | 2%                                                                                 | —                                                                                  | 1%                                                                                 | —                                                                                  | —                                                                                  |                                                                                    | 3%                                                                                 | —                                                                                  | —                                                                                  | —                                                                                  |                                                                                    | —                                                                                  | 11%                                                                                | 7%                                                                                 | 3%                                                                                 |
| Jul 2023              | VCIOM                                                                              | 37,1%                                                                              | 1,3%                                                                               | 3,2%                                                                               | —                                                                                  | 1,5%                                                                               | 6,9%                                                                               | 13,9%                                                                              | —                                                                                  | —                                                                                  | —                                                                                  | 3,0%                                                                               | 16,8%                                                                              | —                                                                                  | 0,8%                                                                               | 0,8%                                                                               | 1,7%                                                                               | —                                                                                  | 2,0%                                                                               | 42,1%                                                                              | 42,1%                                                                              |
| 20–26 Jul 2023        | Levada Center                                                                      | 44%                                                                                | —                                                                                  | 3%                                                                                 |                                                                                    | 1%                                                                                 | 7%                                                                                 | 13%                                                                                | 3%                                                                                 | 4%                                                                                 | —                                                                                  |                                                                                    | 18%                                                                                | —                                                                                  | —                                                                                  | —                                                                                  |                                                                                    | —                                                                                  | 7%                                                                                 | 19%                                                                                | 5,9%                                                                               |
| Jun 2023              | VCIOM                                                                              | 37,1%                                                                              | 1,4%                                                                               | 3,4%                                                                               | —                                                                                  | 1,7%                                                                               | 8,9%                                                                               | 14,1%                                                                              |                                                                                    |                                                                                    |                                                                                    | 3,4%                                                                               | 15,5%                                                                              | —                                                                                  | 0,8%                                                                               | 0,5%                                                                               | 1,7%                                                                               |                                                                                    | 1,9%                                                                               | 41,4%                                                                              | 41,4%                                                                              |
| 22–28 Jun 2023        | Levada Center                                                                      | 42%                                                                                | —                                                                                  | 4%                                                                                 |                                                                                    | —                                                                                  | 8%                                                                                 | 14%                                                                                | 4%                                                                                 | 4%                                                                                 | —                                                                                  |                                                                                    | 18%                                                                                | —                                                                                  | —                                                                                  | —                                                                                  |                                                                                    | 2%                                                                                 | 5%                                                                                 |                                                                                    |                                                                                    |
| 23-24 jun 2023        | Rebelión del Grupo Wagner                                                          | Rebelión del Grupo Wagner                                                          | Rebelión del Grupo Wagner                                                          | Rebelión del Grupo Wagner                                                          | Rebelión del Grupo Wagner                                                          | Rebelión del Grupo Wagner                                                          | Rebelión del Grupo Wagner                                                          | Rebelión del Grupo Wagner                                                          | Rebelión del Grupo Wagner                                                          | Rebelión del Grupo Wagner                                                          | Rebelión del Grupo Wagner                                                          | Rebelión del Grupo Wagner                                                          | Rebelión del Grupo Wagner                                                          | Rebelión del Grupo Wagner                                                          | Rebelión del Grupo Wagner                                                          | Rebelión del Grupo Wagner                                                          | Rebelión del Grupo Wagner                                                          | Rebelión del Grupo Wagner                                                          | Rebelión del Grupo Wagner                                                          | Rebelión del Grupo Wagner                                                          | Rebelión del Grupo Wagner                                                          |
| May 2023              | VCIOM                                                                              | 37,1%                                                                              | 1,2%                                                                               | 3,9%                                                                               | —                                                                                  | 1,3%                                                                               | 10,0%                                                                              | 14,7%                                                                              |                                                                                    |                                                                                    |                                                                                    | 3,2%                                                                               | 15,5%                                                                              |                                                                                    | 0,7%                                                                               | 0,8%                                                                               | 2,0%                                                                               |                                                                                    | 1,7%                                                                               | 41,2%                                                                              | 41,2%                                                                              |
| 13–16 de mayo de 2023 | Russian Field                                                                      | 30,2%                                                                              | 1,1%                                                                               | —                                                                                  |                                                                                    | 2,8%                                                                               | 0,4%                                                                               | 0,5%                                                                               | 0,3%                                                                               | 0,8%                                                                               | —                                                                                  |                                                                                    | 0,4%                                                                               | 1,1%                                                                               | 0,5%                                                                               | 0,4%                                                                               |                                                                                    | 3%                                                                                 | 26.4%                                                                              | 28.8%                                                                              | 5.9%                                                                               |
| Abr 2023              | VCIOM                                                                              | 38,7%                                                                              | 1,4%                                                                               | 3,6%                                                                               | —                                                                                  | 1,2%                                                                               | 12,1%                                                                              | 17,6%                                                                              |                                                                                    |                                                                                    |                                                                                    | 2,8%                                                                               | 16,5%                                                                              |                                                                                    | 0,9%                                                                               | 0,8%                                                                               | 2,3%                                                                               |                                                                                    | 1.7%                                                                               | 39,3%                                                                              | 39,3%                                                                              |
| Mar 2023              | VCIOM                                                                              | 38,7%                                                                              | 1,3%                                                                               | 3,7%                                                                               | —                                                                                  | 1,6%                                                                               | 11,5%                                                                              | 16,3%                                                                              |                                                                                    |                                                                                    |                                                                                    | 3,2%                                                                               | 17,4%                                                                              |                                                                                    | 0,8%                                                                               | 0,8%                                                                               | 2,2%                                                                               |                                                                                    | 2,2%                                                                               | 39,6%                                                                              | 39,6%                                                                              |
| Feb 2023              | VCIOM                                                                              | 37,5%                                                                              | 1,4%                                                                               | 4,4%                                                                               | —                                                                                  | 1,8%                                                                               | 11,2%                                                                              | 16,3%                                                                              |                                                                                    |                                                                                    |                                                                                    | 3,2%                                                                               | 14,3%                                                                              |                                                                                    | 0,9%                                                                               | 0,8%                                                                               | 2,6%                                                                               |                                                                                    | 2,0%                                                                               | 39,8%                                                                              | 39,8%                                                                              |
| 21–28 Feb 2023        | Levada Center                                                                      | 43%                                                                                | 1%                                                                                 | 5%                                                                                 |                                                                                    | 1%                                                                                 | 12%                                                                                | 15%                                                                                | 3%                                                                                 | 3%                                                                                 | —                                                                                  |                                                                                    | 17%                                                                                | 1%                                                                                 | —                                                                                  | —                                                                                  |                                                                                    | —                                                                                  | 6%                                                                                 | 17%                                                                                | 16%                                                                                |
| Ene 2023              | VCIOM                                                                              | 37,1%                                                                              | 1,5%                                                                               | 3,2%                                                                               | —                                                                                  | 1,9%                                                                               | 13,4%                                                                              | 15,2%                                                                              |                                                                                    |                                                                                    |                                                                                    | 4,1%                                                                               | 14,9%                                                                              |                                                                                    | 1,0%                                                                               | 0,9%                                                                               | 1,8%                                                                               |                                                                                    | 2.4%                                                                               | 40,1%                                                                              | 40,1%                                                                              |
| 24–30 Nov 2022        | Levada Center                                                                      | 39%                                                                                | —                                                                                  | 5%                                                                                 |                                                                                    | 1%                                                                                 | 12%                                                                                | 14%                                                                                | 3%                                                                                 | 3%                                                                                 | —                                                                                  |                                                                                    | 17%                                                                                | —                                                                                  | —                                                                                  | 1%                                                                                 |                                                                                    | —                                                                                  | 5%                                                                                 | 7%                                                                                 | 18%                                                                                |
| 30 Sep 2022           | Anexión de Donetsk, Lugansk, Jersón y Zaporiyia a Rusia                            | Anexión de Donetsk, Lugansk, Jersón y Zaporiyia a Rusia                            | Anexión de Donetsk, Lugansk, Jersón y Zaporiyia a Rusia                            | Anexión de Donetsk, Lugansk, Jersón y Zaporiyia a Rusia                            | Anexión de Donetsk, Lugansk, Jersón y Zaporiyia a Rusia                            | Anexión de Donetsk, Lugansk, Jersón y Zaporiyia a Rusia                            | Anexión de Donetsk, Lugansk, Jersón y Zaporiyia a Rusia                            | Anexión de Donetsk, Lugansk, Jersón y Zaporiyia a Rusia                            | Anexión de Donetsk, Lugansk, Jersón y Zaporiyia a Rusia                            | Anexión de Donetsk, Lugansk, Jersón y Zaporiyia a Rusia                            | Anexión de Donetsk, Lugansk, Jersón y Zaporiyia a Rusia                            | Anexión de Donetsk, Lugansk, Jersón y Zaporiyia a Rusia                            | Anexión de Donetsk, Lugansk, Jersón y Zaporiyia a Rusia                            | Anexión de Donetsk, Lugansk, Jersón y Zaporiyia a Rusia                            | Anexión de Donetsk, Lugansk, Jersón y Zaporiyia a Rusia                            | Anexión de Donetsk, Lugansk, Jersón y Zaporiyia a Rusia                            | Anexión de Donetsk, Lugansk, Jersón y Zaporiyia a Rusia                            | Anexión de Donetsk, Lugansk, Jersón y Zaporiyia a Rusia                            | Anexión de Donetsk, Lugansk, Jersón y Zaporiyia a Rusia                            | Anexión de Donetsk, Lugansk, Jersón y Zaporiyia a Rusia                            | Anexión de Donetsk, Lugansk, Jersón y Zaporiyia a Rusia                            |
| 21–27 Jul 2022        | Levada Center                                                                      | 43%                                                                                | —                                                                                  |                                                                                    | 1%                                                                                 | 14%                                                                                | 14%                                                                                | 3%                                                                                 | 4%                                                                                 | —                                                                                  |                                                                                    | \|—                                                                                | —                                                                                  | 1%                                                                                 |                                                                                    | —                                                                                  | 5%                                                                                 | 16%                                                                                | 16%                                                                                |                                                                                    |                                                                                    |
| 24 Feb 2022           | Invasión rusa de Ucrania                                                           | Invasión rusa de Ucrania                                                           | Invasión rusa de Ucrania                                                           | Invasión rusa de Ucrania                                                           | Invasión rusa de Ucrania                                                           | Invasión rusa de Ucrania                                                           | Invasión rusa de Ucrania                                                           | Invasión rusa de Ucrania                                                           | Invasión rusa de Ucrania                                                           | Invasión rusa de Ucrania                                                           | Invasión rusa de Ucrania                                                           | Invasión rusa de Ucrania                                                           | Invasión rusa de Ucrania                                                           | Invasión rusa de Ucrania                                                           | Invasión rusa de Ucrania                                                           | Invasión rusa de Ucrania                                                           | Invasión rusa de Ucrania                                                           | Invasión rusa de Ucrania                                                           | Invasión rusa de Ucrania                                                           | Invasión rusa de Ucrania                                                           | Invasión rusa de Ucrania                                                           |
| 21 Feb 2022           | Rusia reconoce a la República Popular de Donetsk y la República Popular de Lugansk | Rusia reconoce a la República Popular de Donetsk y la República Popular de Lugansk | Rusia reconoce a la República Popular de Donetsk y la República Popular de Lugansk | Rusia reconoce a la República Popular de Donetsk y la República Popular de Lugansk | Rusia reconoce a la República Popular de Donetsk y la República Popular de Lugansk | Rusia reconoce a la República Popular de Donetsk y la República Popular de Lugansk | Rusia reconoce a la República Popular de Donetsk y la República Popular de Lugansk | Rusia reconoce a la República Popular de Donetsk y la República Popular de Lugansk | Rusia reconoce a la República Popular de Donetsk y la República Popular de Lugansk | Rusia reconoce a la República Popular de Donetsk y la República Popular de Lugansk | Rusia reconoce a la República Popular de Donetsk y la República Popular de Lugansk | Rusia reconoce a la República Popular de Donetsk y la República Popular de Lugansk | Rusia reconoce a la República Popular de Donetsk y la República Popular de Lugansk | Rusia reconoce a la República Popular de Donetsk y la República Popular de Lugansk | Rusia reconoce a la República Popular de Donetsk y la República Popular de Lugansk | Rusia reconoce a la República Popular de Donetsk y la República Popular de Lugansk | Rusia reconoce a la República Popular de Donetsk y la República Popular de Lugansk | Rusia reconoce a la República Popular de Donetsk y la República Popular de Lugansk | Rusia reconoce a la República Popular de Donetsk y la República Popular de Lugansk | Rusia reconoce a la República Popular de Donetsk y la República Popular de Lugansk | Rusia reconoce a la República Popular de Donetsk y la República Popular de Lugansk |
| 10–28 Dec 2021        | CIPKR                                                                              | —                                                                                  | 3%                                                                                 | —                                                                                  | 0%                                                                                 | 5%                                                                                 | —                                                                                  | 2%                                                                                 | 1%                                                                                 | 1%                                                                                 |                                                                                    | 15%                                                                                | —                                                                                  | —                                                                                  | —                                                                                  | —                                                                                  |                                                                                    |                                                                                    | 24%                                                                                | 31%                                                                                |                                                                                    |

## Resultados
|  | 88.48 % |

|  | 4.37 % |

|  | 3.90 % |

|  | 3.24 % |

|  | 98.43 % |

|  | 1.57 % |

|  | 77.49 % |

## Incidentes

### Ataques de Ucrania y grupos opositores
El 27 de febrero de 2024, el primer día de votaciones anticipadas en las regiones ocupadas de Ucrania, se detonaron dos bombas en las oficinas locales del partido Rusia Unida y cerca de un colegio electoral en Nueva Kajovka, en el Óblast de Jersón. El 6 de marzo, un funcionario de la Comisión Electoral Central en la ciudad de Berdiansk, en el Óblast de Zaporiyia, murió a causa de un ataque con un coche bomba, según funcionarios ucranianos. Preguntado sobre el incidente, el gobernador ucraniano de la región, Iván Fédorov, atribuyó el ataque a «nuestra resistencia», añadiendo que estaban vinculados a los servicios secretos ucranianos y que «es anormal que nuestros ciudadanos colaboren con los rusos».
Durante la incursión sobre la Rusia Occidental de 2024 el 12 de marzo, el Batallón Sibir, un grupo armado de oposición ruso con base en Ucrania, publicó un vídeo condenando las elecciones, diciendo que «Las papeletas y los colegios electorales en este caso son ficción». Un miembro de la Legión Libertad de Rusia, que también participó en los ataques, reconoció que se habían producido «en el momento de las llamadas elecciones» y se refirió a ello como un «método de votación». Putin también describió la incursión como un intento de «perturbar» las elecciones e «interferir con el proceso normal de expresión de la voluntad de los ciudadanos».A lo largo de las elecciones, la ciudad fronteriza de Belgorod fue objeto de bombardeos y ataques con cohetes por parte de Ucrania, matando a dos personas en lo que la mayoría de los analistas creyeron que era un intento de interrumpir la votación e incitar el descontento contra Putin al convencer a los rusos de su responsabilidad de llevar la guerra contra Ucrania a suelo ruso al lanzar la invasión en primer lugar. aunque la alta participación del 78 por ciento en la región de Belgorod sugería que la estrategia había llevado a un mayor apoyo a Putin.

### Ataques de civiles
El 17 de marzo, un ciudadano moldavo fue detenido tras lanzar dos cócteles molotov contra los terrenos de la embajada rusa en Chisináu, que se utilizaba como colegio electoral para ciudadanos rusos en Moldavia. La policía moldava dijo que el hombre, que también afirmó tener ciudadanía rusa, "justificó su acción por cierta insatisfacción que tiene con las acciones de las autoridades rusas".
En respuesta a los ataques a los colegios electorales, el expresidente y vicepresidente del Consejo de Seguridad de Rusia, Dmitri Medvédev, pidió que se presenten cargos de traición contra quienes vandalicen los colegios electorales por intentar descarrilar la votación en medio de los combates en Ucrania. 

## Reacciones

### Internacionales

#### Felicitaciones a Putin
- Abjasia: El presidente Aslan Bzhania mandó felicitaciones a Putin por su victoria electoral.[39]

- Arabia Saudita: El rey saudí, Salmán bin Abdulaziz, felicitó a Putin por su reelección. En un comunicado difundido por la Agencia de Prensa Saudita, el monarca «elogió las distinguidas relaciones entre los dos países y pueblos amigos, que todos buscan fortalecer y desarrollar en todos los campos».[40]

- Argelia: El jefe de Estado argelino, Abdelmadjid Tebboune, felicitó a Vladímir Putin el 18 de marzo, por revalidar su mandato como presidente de Rusia en los comicios presidenciales.[41]

- Armenia: A través de un mensaje, Nikol Pashinián, Primer ministro de Armenia congratuló a Vladímir Putin. «Querido Vladimir Vladimirovich, acepte mis felicitaciones por su reelección como presidente de la Federación Rusa. Confío en que el diálogo en todos los ámbitos de interés bilateral se desarrolle por el bien de los pueblos de Armenia y Rusia. Le deseo, estimado Vladimir Vladimirovich, salud, felicidad y éxito en sus actividades», recitaba la nota.[42]

- Azerbaiyán: Ilham Alíyev, presidente de Azerbaiyán, llamó por teléfono al Presidente de la Federación Rusa, Vladimir Putin, para felicitarlo por su victoria en las elecciones presidenciales y le deseó éxito en sus esfuerzos presidenciales para el desarrollo y la prosperidad del país. Durante la conversación telefónica, expresaron su confianza en que la alianza y la asociación estratégica entre ambos países seguirán fortaleciéndose e intercambiaron puntos de vista sobre las perspectivas de cooperación.[43]

- Baréin: Salman bin Hamad bin Isa Al Jalifa, Príncipe Heredero y Primer ministro de Baréin, envió un mensaje de felicitación al presidente Putin, por su reelección, deseándole éxito en el desempeño de sus funciones presidenciales «para conducir a Rusia y a su pueblo hacia un mayor progreso, desarrollo y prosperidad.»[44]

- Bielorrusia: Aleksandr Lukashenko, presidente de Bielorrusia, realizó un comunicado, en el dio a conocer que había hablado vía telefónica con Vladímir Putin: «Acabo de hablar con el presidente de Rusia y le he felicitado por los resultados de las elecciones presidenciales en la Federación Rusa.» Lukashenko también destacó la alta participación en las elecciones rusas. «Nunca ha habido tanta participación en la Federación Rusa. Por lo tanto, con una alta participación, estos resultados son hasta cierto punto incluso inesperados. Esta era mi posición, y así se lo expresé», afirmó.[45]

- Birmania: «La victoria de Vladímir Putin demuestra el apoyo de los rusos en todo el país» declaró el primer ministro de Birmania, Min Aung Hlaing. Aseguró que Birmania apoya el rumbo de la política exterior rusa.[46]

- Bolivia: El presidente de Bolivia, Luis Arce, felicitó a Vladímir Putin, por su reelección  y ratificó su confianza en la profundización de las relaciones bilaterales: «Desde el Estado Plurinacional de Bolivia enviamos nuestras más sinceras felicitaciones al hermano Vladímir Putin, que fue reelecto como presidente de Rusia con una contundente victoria que reafirma la unidad del valeroso pueblo ruso en torno a su soberanía y constante desarrollo», escribió Arce en su cuenta de X.[47]

- Brasil: Luiz Inácio Lula da Silva, presidente de Brasil envió una carta al líder ruso, Vladímir Putin, felicitándolo por su victoria en las elecciones presidenciales de Rusia, según su asesor para asuntos internacionales. Además, en otra misiva, desde el Partido de los Trabajadores, fundado por el propio mandatario, elogiaron el proceso electoral en el gigante euroasiático.[48]

- Burundi: Tras los comicios, el presidente del parlamento burundés, Gélase Daniel Ndabirabe, mantuvo una reunión con el presidente de la Duma Estatal, Viacheslav Volodin. Posteriormente, Ndabirabe felicitó al presidente Putin en una declaración: «Estamos convencidos de que se trata de un gran logro, especialmente en las condiciones actuales: en la situación actual del mundo provocada por los países occidentales, Estados Unidos. Se podría pensar que la situación es difícil y ambigua, pero lo habéis conseguido, y nos quitamos el sombrero, aplaudimos: esto es realmente un gran logro».[49]

- Camboya: El 19 de marzo, Hun Sen, exprimer ministro de Camboya y líder del oficialista Partido Popular de Camboya, escribió en su mensaje de felicitación al reelecto mandatario ruso. «Me gustaría transmitirle mis más sinceras felicitaciones con motivo de su reelección como presidente de la Federación Rusa para un quinto mandato. Camboya valora mucho y aprecia profundamente sus lazos tradicionales y amistosos con la Federación Rusa, establecidos bajo la égida del respeto y la comprensión mutuos, los valores compartidos y los intereses comunes» decía la nota, añadiendo que «durante casi siete décadas, los dos países han disfrutado de la gloria de la confianza política mutua, que ha sido la base que ha sustentado la conducta de sus Estados, resonando profundamente en todas las esferas de cooperación». Finalizaba diciendo que «En mi calidad de Presidente del Partido Popular de Camboya, quisiera reiterar mi disposición a colaborar estrechamente con usted y sus colegas para seguir promoviendo las relaciones entre nuestros partidos gobernantes y nuestras instituciones estatales en aras de los intereses mutuos de nuestras naciones y nuestros pueblos». [50]

- Catar: El jeque Tamim bin Hamad Al Thani, emir de Catar, felicitó a Putin y expresó su deseo de que se estrechen las relaciones entre ambos países. El emir adjunto de la nación del golfo, Abdullah bin Hamad bin Khalifa Al Thani, también envió sus felicitaciones, según la agencia de noticias oficial de Qatar, Al Jazeera.[40]

- Chad: Mahamat Déby Itno, quien preside el Consejo Militar de Transición de Chad, realizó una publicación en su cuenta de Facebook refiriéndose a los resultados de las elecciones como «una prueba de la confianza del pueblo ruso» en el reelecto presidente Putin.[51]

- China: «Su reelección refleja plenamente el apoyo del pueblo ruso», dijo el presidente chino Xi Jinping en un mensaje a Putin, según la cadena estatal CCTV. Xi, concede gran importancia al desarrollo de sus relaciones con Moscú, añadiendo que «en los últimos años, el pueblo ruso se ha unido, ha superado desafíos y logrado avances hacia su desarrollo y revitalización nacional». Por su parte, el ministerio chino de Relaciones Exteriores dijo estar convencido de «que bajo el liderazgo estratégico del presidente Xi Jinping y del presidente Putin, las relaciones entre China y Rusia seguirán progresando».[52]

- Corea del Norte: El líder norcoreano Kim Jong Un felicitó al presidente ruso Vladimir Putin por su reelección y dijo que Pyongyang trabajaría con él para desarrollar aún más las relaciones bilaterales. “Uniré firmemente fuerzas con ustedes para satisfacer las demandas de los tiempos, asegurar un nuevo punto de inflexión en la amistad entre Rusia y la RPDC (Corea del Norte), que tiene largas raíces y tradiciones históricas, y avanzar para construir una nación fuerte.” La KCNA informó sobre los comentarios de felicitación de Kim enviados a Putin.[52]

- Cuba: El presidente de cubano, Miguel Díaz-Canel, expresó sus felicitaciones a su homólogo ruso en su cuenta de X: «Nuestras sinceras felicitaciones por la reelección del presidente Vladímir Putin. Constituye muestra fehaciente del reconocimiento del pueblo ruso a su gestión». Díaz-Canel afirmó que se continuarán «afianzando nexos entre Cuba y Rusia, en sectores identificados para el bienestar de nuestros pueblos».[53]

- Egipto: El 19 de marzo, Abdelfatah El-Sisi, presidente de Egipto, felicitó a Vladímir Putin por su triunfo electoral. El-Sisi dijo que el resultado «refleja la confianza del pueblo ruso», al tiempo que deseó éxito a su homólogo, junto con progreso y prosperidad para la población del país. También destacó el compromiso inquebrantable de ambas naciones de mejorar su relación para servir mejor a los intereses compartidos de sus pueblos en términos de desarrollo y prosperidad, y para facilitar la coordinación y las consultas sobre cuestiones de interés mutuo.[54]

- Eritrea: El primer mandatario eritreo, Isaias Afwerki, envió un mensaje de felicitación al presidente Putin. «Su reelección a un quinto mandato es un testimonio rotundo del progreso que la Federación Rusa ha logrado bajo su liderazgo» declaró Afwerki en su nota.[55]

- Emiratos Árabes Unidos: El jeque Mohamed bin Zayed Al Nahayan, presidente de los Emiratos Árabes Unidos, junto con otros funcionarios emiratíes, entre ellos el gobernante de Dubai, el jeque Mohammed bin Rashid Al Maktoum, felicitaron al presidente ruso por su reelección, según la agencia estatal de prensa emiratí.[40]

- Honduras: La presidenta de Honduras, Xiomara Castro, felicitó a Vladímir Putin, por su victoria en las elecciones presidenciales: «En mi condición de presidenta de Honduras y presidenta pro tempore de la Comunidad de Estados Latinoamericanos y Caribeños (Celac), envío un mensaje de felicitación al presidente Vladímir Putin por su convincente victoria en las elecciones de Rusia», escribió en su cuenta de X.[56]

- India: Narendra Modi, Primer ministro de India, congratuló al presidente ruso, Vladímir Putin, por su reelección: «Esperamos con interés trabajar juntos para fortalecer aún más la Asociación Estratégica Especial y Privilegiada entre India y Rusia en los próximos años», escribió Modi en su cuenta de X. También añadió: «Estoy deseando trabajar juntos para seguir reforzando en los próximos años la ya consolidada Asociación Estratégica Especial y Privilegiada entre India y Rusia».[57]

- Irán: El presidente iraní, Ebrahim Raisi, saludó a Putin su triunfo en los comicios presidenciales a través de un mensaje emitido el 18 de marzo, felicitando «sinceramente a Vladímir Putin por su decisiva victoria y su reelección como presidente de la Federación Rusa»”. Raisi manifestó su beneplácito por «la tendencia creciente de las relaciones» entre Teherán y Moscú y ha abogado por un mayor desarrollo de estos nexos, según ha comunicado la embajada de Irán en Rusia.[58]

- Kazajistán: Kasim-Yomart Tokáev, presidente de Kazajistán, felicitó a Vladimir Putin por su victoria señalando el apoyo nacional kazajo al rumbo estratégico del líder ruso. Los dos funcionarios hablaron de los progresos de la cooperación bilateral, que se desarrolla de manera constante en el espíritu de la asociación estratégica. Los jefes de Estado acordaron seguir cooperando estrechamente.[59]

- Kirguistán: El presidente de Kirguistán, Sadyr Zhaparov, habló por teléfono con Putin, el 18 de marzo, saludándolo por su victoria en las elecciones, diciendo que «esto es una prueba clara del alto reconocimiento y apoyo del pueblo ruso a la sabiduría política y el trabajo desinteresado del Estado ruso para fortalecer la independencia estatal, aumentar el bienestar». Zhaparov añadió que «cree que los esfuerzos conjuntos para fortalecer aún más las relaciones de alianza y asociación estratégica entre Kirguistán y Rusia contribuirán al desarrollo de todo el complejo de interacción interestatal en áreas prioritarias». Los mandatarios discutieron los temas actuales de la cooperación bilateral y multilateral entre Kirguistán y Rusia, la interacción de los países en el marco de las uniones de integración, así como la reunión por el aniversario de la Unión Económica Euroasiática, que se celebrará en Moscú en mayo de 2024, en el que participará Zhaparov.[60]

- Kuwait: Fue el primer país árabe que felicitó a Putin, a través de un telegrama enviado por Mishal Al-Áhmad Al-Yáber Al-Sabah, emir de Kuwait. En su mensaje, el emir congratuló al presidente ruso, expresando «su esperanza de que sigan desarrollándose las relaciones entre ambos países».[40]

- Laos: El 18 de marzo, el presidente de Laos, Thongloun Sisoulith, envió un mensaje de felicitación a Putin por su reelección. «El resultado de las elecciones refleja firmemente la confianza del pueblo ruso en la capacidad e inteligencia de su liderazgo», declaró Thongloun su mensaje. El presidente laosiano también expresó su deseo de colaborar estrechamente con el presidente Putin para seguir fortaleciendo las relaciones amistosas y la buena cooperación entre Rusia y su país: «Las relaciones amistosas y la buena cooperación se basan en la asociación estratégica, el entendimiento mutuo, la confianza y la asistencia entre ambos países en beneficio de los dos pueblos», agregó.[61]

- Libia: El Consejo Presidencial de Libia, a través de su presidente, Mohamed Menfi, congratuló a Putin por su victoria en las elecciones, según informó la embajada rusa en Trípoli. La oficina diplomática añadió que Menfi señaló en su mensaje de felicitación el carácter amistoso especial de las relaciones ruso-libias.[62]

- Mali: El presidente interino de Malí, Assimi Goita, escribió en Twitter (X) que felicitaba a Vladímir Putin por su victoria en las elecciones presidenciales.[62]

- Marruecos: Mohamed VI, rey de Marruecos envió un mensaje de felicitación, elogiando a Putin por haberse ganado la confianza renovada del pueblo ruso y le transmitió sus sinceros deseos de éxito en la conducción de su país hacia un mayor desarrollo. «Con ocasión de la renovada confianza del pueblo ruso en su presidencia, le transmito mis más sinceras felicitaciones y mis mejores deseos de que siga teniendo éxito al guiar a la Federación Rusa hacia un mayor progreso y prosperidad», reza el mensaje real. El Rey también reiteró el firme compromiso de Marruecos de alimentar los fuertes lazos de amistad y cooperación entre Rabat y Moscú. Describiendo las relaciones Marruecos-Rusia como estratégicas, multidimensionales y mutuamente beneficiosas, el mensaje real subrayó la importancia de profundizar los lazos bilaterales y de promover iniciativas que contribuyan al bienestar y al progreso de los ciudadanos marroquíes y rusos. Subrayó la necesidad de trabajar para avanzar hacia objetivos compartidos y hacer frente a los desafíos globales.[63]

- Níger: La junta militar gobernante, denominada Consejo Nacional para la Salvaguardia de la Patria, a través de su presidente, Abdourahamane Tchiani, felicitó a Putin por su victoria. Tchiani afirmó que su país podía contar con el «compromiso personal» del mandatario ruso para ayudar a Níger a «recuperar su soberanía».[51]

- Omán: El sultán de Omán, Haitham bin Tariq Al Said, congratuló a Vladímir Putin por su victoria en las elecciones, deseándole éxito en el desempeño de sus funciones presidenciales. También expresó su esperanza de seguir desarrollando las relaciones existentes entre ambos países.[40]

- Pakistán: El Primer ministro de Pakistán, Shehbaz Sharif, felicitó a Putin por redes sociales:«Felicito a S.E. Vladimir Putin, Presidente de la Federación Rusa, por su reelección y espero trabajar con él para fortalecer aún más las relaciones [pakistaníes-rusas]», publicó Sharif en X.[64]

- República Centroafricana: La República Centroafricana felicitó a Vladimir Putin.[65]

- Serbia: Aleksandar Vučić, presidente de Serbia, entregó al embajador ruso, Aleksandar Botsan-Kharchenko, una carta de felicitación a Vladimir Putin por su victoria en las elecciones presidenciales. En aquel mensaje, el presidente serbio expresó su gratitud a la Federación Rusa por su apoyo a la integridad territorial de Serbia.[66]

- Tayikistán: A través de un telegrama, el presidente de Tayikistán, Emomali Rahmon, congratuló al presidente ruso por su reelección, afirmando que los resultados de las elecciones eran «otra vívida confirmación de la alta autoridad política y el amplio apoyo de la sociedad rusa al curso estatal encaminado a garantizar el desarrollo socioeconómico sostenible del país y reforzar sus posiciones internacionales».[67]

- Turkmenistán: Serdar Berdimuhamedow, presidente de Turkmenistán, felicitó por teléfono a su homólogo ruso. «Su reelección a este máximo cargo es un indicador de la alta confianza depositada en usted y el reconocimiento de sus servicios al país», dijo el jefe de Estado turcomano. Durante la conversación, los interlocutores se desearon mutuamente éxito en las actividades de gobierno, así como prosperidad y bienestar a los pueblos de los dos países. [68]

- Turquía: El presidente turco, Recep Tayyip Erdoğan, congratuló a Putin por su victoria electoral, según informó la presidencia turca, añadiendo que Ankara está dispuesta a desempeñar un papel mediador entre Ucrania y Rusia.[40]

- Vietnam: El secretario general del Partido Comunista de Vietnam, Nguyen Phu Trong, en nombre del Partido y del Estado de Vietnam, envió el 18 de marzo una carta de felicitación a Vladimir Putin por su reelección como presidente de Rusia.[69]

- Zimbabue: Zimbabue felicitó a Vladimir Putin.[65]

#### Condena
- República Checa: El ministro checo de Asuntos Exteriores, Jan Lipavsky, calificó la votación como una «farsa».[51]

- Ucrania: El presidente ucraniano, Volodímir Zelenski, desestimó las elecciones como ilegítimo. «Todo el mundo comprende que esta persona, como muchas otras a lo largo de la historia, se ha enfermado de poder y no se detendrá ante nada para gobernar para siempre. No hay ningún mal que no haría para mantener su poder personal».[51]